# 司法書士会
司法書士会（しほうしょしかい）は、司法書士法52条を根拠に設立される、司法書士をその会員とする、会員（司法書士）の品位を保持し、その業務の改善進歩を図るため、会員の指導及び連絡に関する事務を行うことを目的とする法人である（法52条2項）。
法務大臣の監督を受け、全国の法務局ないし地方法務局単位に50法人存在する。

## 司法書士会の一覧
- 北海道地方
  - 札幌司法書士会
  - 函館司法書士会
  - 旭川司法書士会
  - 釧路司法書士会
- 東北地方
  - 宮城県司法書士会
  - 福島県司法書士会
  - 山形県司法書士会
  - 岩手県司法書士会
  - 秋田県司法書士会
  - 青森県司法書士会
- 関東地方
  - 東京司法書士会
  - 神奈川県司法書士会
  - 埼玉司法書士会
  - 千葉司法書士会
  - 茨城司法書士会
  - 栃木県司法書士会
  - 群馬司法書士会
  - 静岡県司法書士会
  - 山梨県司法書士会
  - 長野県司法書士会
  - 新潟県司法書士会
- 中部地方
  - 愛知県司法書士会
  - 三重県司法書士会
  - 岐阜県司法書士会
  - 福井県司法書士会
  - 石川県司法書士会
  - 富山県司法書士会
- 近畿地方
  - 大阪司法書士会
  - 京都司法書士会
  - 兵庫県司法書士会
  - 奈良県司法書士会
  - 滋賀県司法書士会
  - 和歌山県司法書士会
- 中国地方
  - 広島司法書士会
  - 山口県司法書士会
  - 岡山県司法書士会
  - 鳥取県司法書士会
  - 島根県司法書士会
- 四国地方
  - 香川県司法書士会
  - 徳島県司法書士会
  - 高知県司法書士会
  - 愛媛県司法書士会
- 九州地方
  - 福岡県司法書士会
  - 佐賀県司法書士会
  - 長崎県司法書士会
  - 大分県司法書士会
  - 熊本県司法書士会
  - 鹿児島県司法書士会
  - 宮崎県司法書士会
  - 沖縄県司法書士会